# Kościół św. Jacka i klasztor Dominikanów w Kijowie
Kościół św. Jacka i klasztor Dominikanów w Kijowie – historyczny, nieistniejący rzymskokatolicki zespół klasztorny obrządku łacińskiego w Kijowie  założony w pierwszej połowie XIII wieku, należący do diecezji kijowskiej, od 1412 w metropolii lwowskiej, w województwie kijowskim. Kościół zniszczony w 1648 roku przez wojska Chmielnickiego. Kościół i klasztor położony był w kwartale Kijowa w historycznej i administracyjnej dzielnicy Podole przy katedrze łacińskiej pw. św. Zofii naprzeciwko prawosławnego monasteru św. Flora.

## Historia
Początkowo klasztor istniał przy kościele Najświętszej Maryi Panny  założonym przez Benedyktynów. 
Dominikanów krakowskich sprowadził do Kijowa św. Jacek w 1228. Z powodu ożywionych stosunków handlowych w ciągu XII w. między Wiedniem, Ratyzboną a Kijowem, powstają na potrzeby kupców  kościoły łacińskie pod opieką na początku Benedyktynów ze szkockiego opactwa w Wiedniu, potem Dominikanów. Trudno jest dziś ustalić z jakiego środowiska dominikańskiego wywodził się klasztor w Kijowie: "z prowincji polskiej", jak w XIII w., czy też spośród braci pielgrzymujących w Societas Fratrum Peregrinantium (SFP), założonego przez Jana XXII, głównie Niemców poprzez Inflanty. 
Św. Jacek wraz z braćmi: Godynem, Florianem i Benedyktem udali się do Kijowa, utworzyli tam klasztor dominikański przy kościele Najświętszej Maryi Panny za pozwoleniem Włodzimierza księcia kijowskiego, pojednanego z Kościołem przez św. Jacka. Jacek wyleczył córkę  księcia kijowskiego, czym pozyskał jego przychylność i zgodę na prowadzenie działalności duszpasterskiej. Nie ulega wątpliwości, że św. Jacek osobiście zetknął się z Benedyktynami w czasie podróży na Ruś, ponieważ przy tym samym kościele około 1230, osiedlili się tam dominikanie. 
Najgłówniejszy kijowski klasztor był drugim w prowincji ruskiej, po halickim. Po czterech latach Jacek opuścił Kijów, pozostawiwszy Godyna na czele kijowskiej placówki. Po nim ostatni przeor Marcin z Sandomierza kierował klasztorem do 1233, gdy Włodzimierz Rurykowicz nakazał opuścić braciom miasto. W kolejnych latach św. Jacek wyruszył na Zadnieprze do Czernihowa, na Białoruś do Smoleńska, a nawet do Moskwy.  Odrowąż jeszcze raz przybył do Kijowa przed samym najazdem tatarskim i przy klasztorze i kościele Dominikanów założył szkołę, do której uczęszczały dzieci miejscowych katolików.
Dominikanie w Kijowie mieli już od razu swoich parafian głównie Niemców, Polaków i Włochów, a nieco później również Ormian unitów. W 1242 po najeździe tatarskim Dominikanie opuszczają Kijowszczyznę.  W tym też czasie Tatarzy spalili zarówno kwartał niemiecki z kościołem Marii Panny, jak i drewniany klasztor dominikanów. Zakonnicy z Kijowa zdołali uciec do Polski. Do Lwowa sprowadził św. Jacek zakon kaznodziejski oraz gotycką figurę Matki Bożej, pochodząca najprawdopodobniej z XIV w., według podania wyniesiona z Kijowa przez św. Jacka po zdobyciu miasta przez Tatarów. Obecnie w katedrze przemyskiej. 

### 1320-1648
Dominikanie wrócili do Kijowa w XIV wieku. Klasztor odbudowano pod wezwaniem św. Jacka, z tego też powodu Dominikanów zwano w Kijowie zwykle Jackami. Z grona Dominikanów wywodzili się późniejsi biskupi kijowscy. 
Stary kościół dominikański i drewnianą katedrę w Kijowie opisano w lustracji z 1569. Przez długie lata były osamotnionym punktem oparcia dla katolików. O klasztorze dominikanów w Kijowie wspomniał też dominikanin Martin Gruneweg. Urodzony w Gdańsku w roku 1562 w rodzinie niemieckojęzycznych kupców luterańskich. Gruneweg w roku 1588 przeszedł na katolicyzm i przybrał habit zakonny w klasztorze Dominikanów we Lwowie. Kupiec ten a następnie zakonnik opisał m.in. miejsce, gdzie stał drewniany kościół i klasztor podczas jego pobytu w Kijowie w roku 1584 "na lewo od placu targowego, gdzie prawdopodobnie znajdowała się kolonia czy inne miejsce zamieszkania katolików". Pozostałości pierwszego kościoła Dominikanów, według danych Martina Grunewega, podczas jego pobytu w tym mieście jeszcze istniały i można je byto zobaczyć "- murowane, całkowicie opustoszałe ruiny". Niemieckojęzyczny rękopis pamiętników Martina Grunewega znajduje się obecnie w Bibliotece Gdańskiej Polskiej Akademii Nauk.   
W samym Kijowie katedra łacińska została ponownie zniszczona przed 1588 przez najazdy kapituły, w mieście znajdował się wówczas tylko jeden kościół obsługiwany przez dwóch dominikanów, bo tylu zakonników liczył tamtejszy klasztor, podczas gdy prawosławnych było około siedemdziesięciu. Jezuicie początkowo mieszkali w klasztorze Dominikanów, później mieli własny klasztor i szkołę, zamienioną  przez carat na cerkiew Błohojawlenia (Zwiastowania).  
W roku 1648 podczas powstania Chmielnickiego, Dominikanów wygnano z miasta a pozostałe niezniszczone budynki przyklasztorne zostały przez władze carskie przekazane dla Monasteru Florowskiego. 

### 1797-1832
Dominikanie wracają na krótko do Kijowa, lecz na skutek represji popowstaniowych zostają z Kijowa odprawieni, a klasztor skasowany.